# 長尾景徳
長尾 景徳（ながお かげのり、1876年（明治9年）7月15日 - 没年不詳）は、日本の裁判官。台湾総督府官僚。

## 経歴
山形県米沢市出身。1903年（明治36年）、京都帝国大学法科大学独法科を卒業。司法官試補を経て、1905年（明治38年）より台湾総督府法院の判官となった。高等法院勤務を経て、1918年（大正7年）に台湾総督府法務部長に就任した。1921年（大正10年）に退官した後は弁護士を開業。台北弁護士会会長や台湾瓦斯株式会社監査役を務めた。

## 著書
- 『改正衆議院議員選挙法正解』（1902年、講法会出版） 宮内季子・佐藤丑次郎と共著